# Roy Jacobsen
Roy Jacobsen (Oslo, 1954. december 26. –) norvég regény- és novellaíró. Oslóban született. 1982-ben debütált a könyvkiadásban a Fangeliv (Börtönélet) című novelláskötettel, amely elnyerte a Tarjei Vesaas debütánsdíjat. A norvég kritikusok irodalmi díjának nyertese, és két regényét jelölték az Északi Tanács irodalmi díjára: Seierherrene (Győztesek) 1991-ben és Frost (Fagy) 2004-ben. Jacobsen Oslóban él.

## Élete és munkássága
Jacobsen Oslo egyik külvárosában, a Groruddalen-völgyben nőtt fel. Tizenéves korában Jacobsen tagja volt az "Årvoll bűnözői bandának". 16 évesen a rendőrség letartóztatta, és 35 napig magánzárkában tartotta. Ezt követően többek között fegyverrel kapcsolatos bűncselekmények és lopás miatt elítélték, és hat hónap felfüggesztett börtönbüntetést kapott.
Számos foglalkozást űzött, még az 1982-ben regényíróként való debütálását követően is. 1990 óta főállású író. 1979 és 1986 között édesanyja tanyáján élt Solfjellsjøenben, az észak-norvégiai Nordland megyében található Dønna településen, és mind édesanyja háttere, mind saját groruddaleni neveltetése központi témája volt 1991-ben megjelent, áttörést hozó regényének, a Seierherrene-nek.
Tagja a Norvég Nyelvi és Irodalmi Akadémiának.

## Művei
- Fangeliv -  novellák (1982)
- Hjertetrøbbel -  regény (1984)
- Tommy -  regény (1985)
- Det nye vannet -  regény (1987) (English 1997: The new water)
- Virgo -  regény (1988)
- Det kan komme noen -  novellák (1989)
- Ursula -  barnebok (1990)
- Seierherrene -  regény (1991)
- Fata Morgana -  regény (1992)
- Den høyre armen -  novellák (1994)
- Trygve Bratteli. En fortelling -  Trygve Bratteli(wd)[4] életrajza (1995)
- Ismael - regény (1998)
- Grenser -  regény (1999)
- Fugler og soldater -  novellák (2001)
- Det nye vinduet -  novellák (2002)
- Frost -  regény (2003)
- Hoggerne - regény (2005)
- Marions slør - regény (2007)
- Vidunderbarn - regény (2009)
- De Usynlige - regény (2013)
- Hvitt hav - regény (2015)
- Rigels øyne - regény (2017)
- På randen av Vigeland - önéletrajz (2019)
- Mannen som elsket Sibir - regény (2019)
- Bare en mor - regény (2020)
- De uverdige - regény (2022)

### Magyarul megjelent
- Szoba kiadó (Vidunderbarn) – Scolar, Budapest, 2012 · ISBN 9789632443942 · Fordította: Földényi Júlia
- A láthatatlanok (De usynlige) – Scolar, Budapest, 2018 · ISBN 9789632449364 · Fordította: Pap Vera-Ágnes
- Fehér tenger (Hvitt hav) – Scolar, Budapest, 2020 · ISBN 9789635092116 · Fordította: Pap Vera-Ágnes
- A Rigel szeme (Rigels øyne) – Scolar, Budapest, 2023 · ISBN 9789635097791 · Fordította: Pap Vera-Ágnes

## Fordítás
- Ez a szócikk részben vagy egészben  a   Roy Jacobsen című angol Wikipédia-szócikk fordításán alapul.  Az eredeti cikk szerkesztőit annak laptörténete sorolja fel. Ez a jelzés csupán a megfogalmazás eredetét és a szerzői jogokat jelzi, nem szolgál a cikkben szereplő információk forrásmegjelöléseként.